# آلخاندرو گالیندو (کارگردان)
آلخاندرو گالیندو (انگلیسی: Alejandro Galindo؛ ۱۴ ژانویه ۱۹۰۶ – ۱ فوریه ۱۹۹۹ (aged 93)) بازیگر، کارگردان فیلم، فیلم‌نامه‌نویس، نویسنده، و بازیگر تلویزیون اهل مکزیک بود.